# Campo de concentración de Djelfa
El campo de concentración de Djelfa (en francés: camp de concentration de Djelfa) fue un campo de internamiento construido por el gobierno de Francia en para encarcelar a 800 refugiados republicanos españoles al final de la guerra civil española. A los españoles internados se les unieron posteriormente judíos, tras las medidas antijudías decretadas por el régimen de Vichy, así como 300 exmiembros de las Brigadas Internacionales, comunistas y combatientes de la resistencia francesa, para un total de 2500 prisioneros.

## Ubicación
El campo estaba situado a una altitud de casi 1200 metros, en los montes de los Ouled Naïl cercanos a Djelfa, en la provincia homónima de la Argelia francesa. En la zona prevalece el clima de las altas mesetas argelinas: veranos muy calurosos e inviernos gélidos, un frío acentuado por el viento del norte, que sopla con tormentas un día de cada dos.

## Historia

### Guerra civil española
La guerra civil española se prolongó desde el 18 de julio de 1936, en que una parte del ejército se sublevó contra el gobierno legítimo de la II República, hasta el 1 de abril de 1939, en que el líder del bando sublevado, el general Franco, emitió el bando que ponía oficialmente fin a la contienda. Durante esos tres años de cruenta lucha, el ejército sublevado fue avanzando hacia el noreste del país, causando una terrible represión que originó la desbandada de los partidarios de la República de los territorios que iban perdiendo.

### El éxodo
Con la caída de Barcelona, último reducto importante republicano en la zona norte de España, en enero de 1939, se produjo la mayor diáspora en la historia española, cuando medio millón de refugiados buscaron la huida a Francia como única salvación, conocida como la retirada. La gran mayoría de ellos fueron recluidos en campos de internamiento en Francia. 

### Internamiento
El campo de concentración de Djelfa albergó, desde marzo de 1941, a internados en los campos de concentración en Francia. Al principio, solo se habían instalado tiendas de campaña para alojar a los internados. A finales de 1941, un buen número de ellos aún dormía en estas tiendas, mientras que el resto podía aprovechar las cabañas construidas por ellos mismos. En la primavera siguiente, solo quedaban algunos de los edificios. Los internados también prepararon el vado que permitía el acceso al campo, salvo en caso de tormenta, ya que el uadi se desbordaba e inundaba todas las vías de comunicación con la ciudad.
Durante el verano y el otoño de 1941, el uso de una fuente contaminada provocó una epidemia de fiebre tifoidea que afectó a 55 internados, causando quince muertes de un millar. El doctor Wyss-Dunant, representante del Comité Internacional de la Cruz Roja, que visitó el campo el 16 de agosto de 1942, contabilizó 899 prisioneros, que incluían  444 españoles, 189  judíos, 118 apátridas y el resto de nacionalidades de Europa central y del este, muchos de ellos también judíos y miembros de la Brigadas Internacionales.Djelfa era considerado uno de los campos más terribles de Argelia, donde reinaba el terror impuesto por el siniestro comandante Jules César Caboche y sus ayudantes.
Bajo el régimen de Vichy, los internos fueron obligados a realizar trabajos forzados en minas cercanas o en la construcción del ferrocarril transahariano.

### Salida
Aproximadamente 650 internos sobrevivieron a la liberación del campo, tras el desembarco aliado en el norte de África.

## Internados célebres
Uno de los internados, Max Aub, escribió un verso para el teatro, un relato de su internamiento.